# Фелипе Алмеида Ву
Фелипе Алмеида Ву (Сао Пауло, 11. јун 1992), је бразилски спортиста која се такмичи у стрељаштву. На Олимпијским играма у Рио де Жанеиру освојио је сребрну медаљу у дисциплини ваздушни пиштољ што је била прва медаља за Бразил на овим играма. На Олимпијским играма младих 2010. освојио је сребрну медаљу у истој дисциплини.